# Lepidaria
Lepidaria es un género de arbustos con seis especies perteneciente a la familia Loranthaceae. Es originaria del  Asia tropical. 

## Taxonomía
El género fue descrito  por Philippe Édouard Léon Van Tieghem y publicado en Bulletin de la Société Botanique de France  42: 440 en el año 1895.  La especie tipo es Lepidaria bicarinata Tiegh..

## Especies
- Lepidaria bicarinata Tiegh.
- Lepidaria biflora 	Tiegh.
- Lepidaria pulchella Danser
- Lepidaria quadriflora  Tiegh.
- Lepidaria tetrantha 	(Merr.) Danser
- Lepidaria vaginata 	Tiegh.